# 伝説巨神イデオンの登場兵器
伝説巨神イデオンの登場兵器（でんせつきょじんイデオンのとうじょうへいき）では、アニメ『伝説巨神イデオン』に登場する架空の兵器・メカニック類を列挙する。

## 第六文明人の遺跡

### イデオン
本作の主役メカたる人型巨大ロボット。ソロ・シップ同様、イデの器である。

### ソロ・シップ
地球の植民星であるソロ星の地中に埋まっていた巨大な宇宙船。地球人が6番目に接触した知的生命体「第6文明人」が建造したとされる。劇中、異星人バッフ・クランの攻撃を受けて壊滅したソロ星の難民を乗せて、宇宙を放浪した。「ソロ・シップ」という呼称は第4話のナレーションから登場、それまでは劇中で「宇宙船」と呼ばれていた（当初「メイフラワ」という名称を予定していたが版権が取れなかったとの事）。バッフ・クラン側の呼び名は「ロゴ・ダウの船」。劇場版や小説では4本のメインノズルから「四つ脚」とも呼ばれた（ただし、ドバは何故か最終話と発動篇序盤で「ソロ・シップ」と呼んでいる）。
ソロ星で科学庁が調査していた第6文明人の遺跡の、第2発掘現場から発見された。地中に埋められていたにもかかわらず、船内には樹木が生い茂るエリアがあった。第6文明人は地球人類よりかなり大きかったらしく、第6文明人の大きさにあわせて作られたソロ・シップの内部スペースは、人類（およびバッフ・クラン）にとってかなり広々としていた。船内には、宇宙空間を航行中でも重力が発生しているように見えるが、その機構や原理は不明である。
第3話の終盤で避難民が逃げ込んだ第2発掘現場から、空襲の中、地を割って突然浮上した。これを目撃したギジェは「う、宇宙船か。何故だ、何故わざわざ地面の中から！」と驚愕している。ノーマルエンジン他、動力が何も作動していない状態で飛行して軟着陸したが、その原因は全く分からず、第4話からは動力が始動されて、以後、この無動力状態で作動した事例はない。
イデオンと同様に、武装は一切装備されていなかったが、TV版第4話以降、ソロ星駐留軍の生き残りがグレン・キャノン（ビーム砲）やミサイル・ランチャーを多数設置した。物語初期には防御火器が整わず、戦車を甲板に出して応戦したこともあった。甲板前方にある平たいドーム状構造物の内部に、壊滅したブラジラー基地の要塞用大型連装グレン・キャノンを設置して主砲とした（第15話-）。発射時は構造物の前方中央部が後方にスライドして主砲が出現、さらに砲自体が前方にスライドして発射体勢を取る。ドーム状構造物の本来の目的は不明。第20話のロッグ・マックや第25話のガンガ・ルブを破壊したように、直撃すれば重機動メカすら撃墜可能な威力を誇る。
船体は直方体の構造物を中心に、上部にドーム状の構造物およびブリッジ、前方に甲板および船首、左右に2本ずつそれぞれ単独のアームで支持された合計4本の核融合兼反物質エンジン、というもの。中心部は居住ブロックと機関部、後部デッキ等がある。機関部には反物質エンジンが搭載されている。さらに機関室内部には正体不明の構造がある、とのことだったが、後述の波導ガンのことを指していたのかどうかは不明。
4本の核融合兼反物質エンジンは180度回転が可能。90度回転させてノズルを下方に向けた場合、垂直離着陸することができた。第4話では、垂直離着陸の体勢のまま反物質エンジンを使用して、亜空間飛行を行っている。ノズル外縁にはランディング・ギアが装備されていて、着地の際に展開した。180度回転させた場合は、逆噴射エンジンとして使用できた（第39話）。
船体上方のドーム状の構造物の内部には林や草原が広がっており、ソロ星難民は食料生産のため、そこで耕作や放牧（養鶏）を行っていた。小説版ではここに潜入したギジェがピグ（豚）の群れに隠れつつ、鶏卵を盗んでいる描写がある。ドームの前方はハーフミラーになっていたようで、内部から甲板の光景を見ることができた。
甲板には3台のイデオンメカを縦に並べることのできるスペースがあり、合体後のイデオンを寝かせておくこともできた。甲板は船体との接合部で上方に90度折れ曲がる構造。甲板前方には主砲を納めた平たいドーム状の構造物および、甲板前方の左右に、着陸時にランディングギアとして使用する脚状の構造物があった。
船首にはバリアー発生装置があり、船首から船尾まで紡錘形のバリアーで船体を覆い隠していた。バリアーはほとんどの場合、半透明のオレンジ色だった。船内にもピンポイント的にバリアーを発生させることが出来、バッフ・クランの銃撃をはね返しルウらを守ったり（第3話）、自爆装置の爆発を封じ込めた（第36話）りしている。この船内バリアーの発生は自己防衛本能に刺激されたイデの意思によるもので、乗員にはコントロールできない。
甲板内部にはイデオン4体分の部品が、機関部には波導ガン（イデオン・ガン）が格納されていた。波導ガンは第28話から甲板内部に格納され、以降必要な時にはソロ・シップ側のコントロールでイデオンへと誘導飛行させて使用出来るようになった。しかし発動篇前半でのソロ・シップを彗星へ衝突させる作戦を採ったバッフ・クランとの戦闘時には、バリアー出力が弱まっただけではなく、開閉ハッチが原因不明の故障を起こして開かなくなり、イデオンは装甲が弱体化するのを覚悟の上でハッチを引き剥がし、イデオン・ガンを取り出さざるを得なかったがハッチ内には被弾していないのにもかかわらず、クルーの死体が多数転がっていた。なお、剥がされたハッチはイデオンによって投擲され、ガンガ・ルブ・リブを撃墜している。

#### 「イデ」の器としてのソロ・シップ
ソロ・シップはイデオンと同様、「イデオナイト」という金属でできていた。劇中、無限力「イデ」は第6文明人の意思の集合体とされたが、そのメカニズムはイデオナイトという金属そのものによるのではないか、とされていた。第35話でシェリルとギジェがイデオナイトの電子顕微鏡写真を検証していたが、そこには光る謎の粒子が写っており、そのひとつひとつがイデのメカニズムの元であり、その集合体がイデではないか、と推測していた。『アニメック』編集部では「イデオンが第6文明人にとって仏像的存在とするならば、ソロ・シップは仏座に当たる物であり、メカニズムとしての機能性を半ば無視した構造も、そう考えれば納得が行く」との見解を述べている。
イデオンよりもはるかに巨大なイデオナイトの塊であるソロ・シップは、「イデ」の中心だったのではないかと推測される。物語の2年前から、人類の地球およびバッフ・クランの地球に巨大な流星の落下による被害が続いていたが、その流星はソロ・シップが発生させていたことがあきらかになった（第34話）。発動篇では、ソロ・シップの発生させた流星が、人類の地球およびバッフ・クランの地球を完全に破壊している。
イデオンと違って、ソロ・シップには地球製の武器しか搭載されていなかったため、敵を撃破するという形では「イデの発現」を見ることはできなかったが、イデの力が高まっている時の防御力はすさまじく、第35話ではナイト・スターの衛星の落下の直撃にも耐えた。第38話では、ステッキン・スターを両断したイデオン・ソードの近くにいたが、バリアーで防いだため無事だった。第39話ではバイラル・ジンに体当たり攻撃も敢行している。
発動篇では、出力40パーセントでも木星クラスの惑星を消滅させるガンド・ロワからのビームの一撃で艦首と右舷エンジンの一つを破壊されながらも耐え抜いた後、なおも最後のDSドライブを敢行してイデオンと共にガンド・ロワへと肉薄した後、ガンド・ロワの最終発射でバイラル・ジンやイデオン共々消滅した。

#### ムビオラ
1〜2人乗りのソロ・シップ内部移動メカ。ガイドレール上を走行し、イデオンへの乗降、並びに機体内部での移動にも使われている（実際、イデオンの合体中に内部を移動する描写もある）。劇中特にこの乗り物に関する説明がなかったが、地球製である。そもそも人間より大きな第6文明人が、こんな小さなものに乗る必要は無い事からも明白である。座席のない簡易タイプも存在し、「ミニムビオラ」と公式では呼ばれ（劇中では呼ばれていない）、第15話の「イデオン奪回作戦」では、コスモ、モエラ、ベントが窮屈そうに乗って、バッフ・クランに乗っ取られかけたイデオンのコクピット制圧に向かった。

## バッフ・クラン

### 軽機動メカ
ガタッカ
大気圏内の地表で主に偵察に使用された単座式の2脚メカ。偵察機コポラに2機搭載されて、第1話で初登場。座席は開放式。非武装だが、第3話のダマエのように操縦者が携帯火器や手榴弾を使用して戦闘する場合もあった。機体両脇の可動式推進機を使用して短距離の跳躍も可能。操縦は容易でカララやマヤヤも自ら操縦している。ギジェはこの機体を使い、低空飛行するギル・バウに飛び乗るという離れ業を見せた（6話）。最後に使用されたのは第24話で、オーメ財団の私兵が乗ってガンガ・ルブから発進している。機体の色は緑。
ジョング
ガタッカの発展タイプで宇宙戦闘用に武装を施したもの。イデの影響で外からの攻撃では埒が明かないので、内部からソロ・シップの乗組員そのものを倒す発想の転換から生まれ、発動篇でソロ・シップに対する白兵戦の際に大量に投入された3脚メカ。開放式の座席に操縦手と砲手の2名が背中合わせに搭乗し、歩行のみならず脚部に搭載されたスラスターにより、宇宙空間および重力下での運用が可能。やはり操縦は容易で、コスモが鹵獲した機体を乗りこなしている。武装は前方固定のバルカン砲2基と、機体後部に（射界が後方のみなので、ほとんど使われなかった）低出力の連装加粒子砲。機体色はオレンジ。ソロ・シップで擱座した残骸は、カーシャらソロ・シップクルーによって弾よけの遮蔽物として利用されている。
小説版では、開発計画が発表された当初は軍内部に不要論が多かったが、ズオウ大帝の鶴の一声で開発がスタートしたとされている。また、ハルルのドロワ・ザンがソロ・シップに白兵戦を仕掛けた時に初登場するなど（同シーンに相当するTV版21話では、本機は使用されていない）、アニメにはない活躍を見せた。

### バッフ・クランの戦闘機など
- バッフ・クランの戦闘機の多くはAF（アトミックフュージョン=熱核融合）エンジンが採用されており、その大出力で加粒子砲の稼働や反重力システムであるHW（ハイパーウェーブ）機関[3]を駆動させているため、火力が高く、航続力も長い[4]。
- また、HW機関搭載により単独での大気圏突入/離脱機能を持っているので、柔軟な運用が可能になっている。

コポラ
戦闘偵察機、機体は二段構造になっており、上段がコクピットと武装、下段がエンジンとアンテナで構成されていた。一応武装は装備しているが、印象的な十字に延びるアンテナと円盤然とした外観から、高性能偵察機といった印象が強い。第1話で、地球軍およびイデオンとはじめて交戦したバッフ・クランの機体。戦闘参加は第7話のソロ星までで、以後は見られなかった。機首に前方固定式機銃2門と、同じ発射口から放たれる小型ミサイル2門を装備。機体下部から投下する形でガタッカ2機を搭載可能。機体の色はクリームイエロー。
多座機。カララ専用の15号機は貴人用特製シートを設置している。
デッカ・バウ
単座ミサイル要撃機、機首に巨大なガダ・タイプミサイルを1基装備する一撃離脱専用機。他に4門の前方固定式機銃、側面発射型の小型ミサイル8門、対ミサイル用誘導ワイヤーを装備。第2話で初登場。運動性はギル・バウほどではなかった模様。そういった特性故に武装搭載のペイロードは低く、単発雷撃機と同じくガダ・タイプミサイル発射後は、攻撃力と機動性が落ちるので直ぐに母艦に帰還する必要がある。
グラム・ザンの艦載機で同艦以外に搭載例はない。最大の打撃力であるガダ・タイプのミサイルが通用しない事が判明した第2話から第7話までのソロ星での戦闘以降、対イデオン戦に投入されることはなかった。機体色は灰色と青。
著書『だから、僕は…』に書かれた富野監督の言によると、「普通じゃ面白くないから、機首をもろにミサイルその物に変えた」とデザインする際に注文を付けたらしい。
マザ・ドロワマ
ガタマン・ザン搭載の強襲揚陸艇。第3話のみに登場。小判型の艇体を持つ大型の機体で、非武装なので運用には戦闘機の護衛が必須。戦車ドラ・アングルを8両以上搭載し、機体前部のハッチから発進させることができる。艇体色はクリームイエロー。
ギル・バウ
複座重攻撃機、ダミド率いるペッチ家の戦闘部隊が用いており、ロゴダウ調査隊の主力戦闘機だった。第5話で初登場。基本的な構造はコポラに近いが、上段部分は三日月型をしており、戦闘的なイメージが強い。2門の加粒子砲と6基のミサイル、翼端に後ろへ射出される「ハーケン」と呼ばれる通電電撃攻撃用のワイヤ付クローの発射装置を装備しており、対重機動メカ戦を想定した設計となっていた。
バリアのためにミサイル、加粒子砲の効果が薄いイデオンに対し、直接パイロットにダメージを与える事ができたハーケンによる電撃攻撃（ギル・バウの戦法）は、初期の戦闘において、ほとんど唯一の有効な攻撃だった。パイロットはワイヤの長さに制限されつつ、また切れないように適度に弛みを持たせるなど、非常に高度な操縦技術を駆使する必要があり、空中静止するので狙われやすく、バッフクランでも「特攻」と揶揄されるほど極めて危険な戦法であったが、調査隊のデータは本国にもたらされた模様で、以後の戦闘機にはこの電撃用クローが装備されていた。機体色は薄紫。
グラム・ザンやガタマン・ザンの搭載機として活躍したが、第12話の遺跡の星以降はズロオ・ジックほかの新型戦闘機に取って代わられ、登場しなくなった。
ズロオ・ジック
分離戦闘機。ロゴダウ調査隊派遣時点での最新鋭重戦闘機。第11話で初登場。本体部分のコーズ・ズロオはほとんどをエンジンが占めており、これを中心として前方と左右に3機のくさび型の小型戦闘機ゼロ・ズロオを接続している。上方から見ると、一片が短い十字型のような形をしている。この状態においても高出力の強力な加粒子砲など高い戦闘能力を発揮したが、戦闘時の本領は、4機に分離しての高機動戦闘で発揮された（ゼロ・ズロオは機首のみや、左右の2機だけなど一部だけを分離させるのも可能）。出力は相当高いようで後には亜空間での戦闘もこなしていた。無人機タイプもあり、ダラムによって第27話では月面での戦闘に投入されている。機体色は紫紺。
コーズ・ズロオ
航続距離の短いゼロ・ズロオを作戦空域まで輸送するAF（熱核）エンジン搭載の母機。複座のコクピットを有し、ゼロ・ズロオ発進後は三方のドッキングセクションをカバーで覆う。武装は上部左右に連装加粒子砲塔が2基。前方固定の大型加粒子砲が2門と火力は高いが、運動性が悪いので、ゼロ・ズロオ発進後は前線へは出ず、後方からの援護射撃に徹するのがセオリー。機体色は紫紺。
ゼロ・ズロオ
局地戦用単座戦闘機。ズロオ・ジックから分離したくさび型の戦闘機。第13話で初登場。CR（化学燃料）エンジンのみを使用しているので航続距離が短く、戦闘空域までは母機に接続されなけれぱならないのが欠点。合体分離という運用形態から、またシルエットが単純なために一見小さく見えるが、大きさとしてはギル・バウ並、出力はギル・バウを上回る。武装も機首に4連装ミサイル発射管、機銃4門、コクピット後方側面に加粒子砲2門と重戦闘機並の武装を備えている。機動性が高く合体分離のフェイクアクションともあいまってイデオンを翻弄した。
また、第16話から後方射出型ハーケンがダミドの手によって2基追加装備された。しかし、ペッチ家の配下ではないアジバ家のパイロット達は困惑し、「特攻という意味か」「俺たちはギル・バウ隊のパイロットじゃないんだ」と不満を述べ、怖じ気づいてハーケン攻撃を実行しなかったため、「ハーケン攻撃を掛けぬゼロ・ズロオは、ジグ・マックで撃ち落とすぞ！」とダミドが脅迫後、ようやく高出力の電撃攻撃でイデオンを苦しめる一幕もあった。機体色は紫紺。
ゴンド・バウ
単座重戦闘機、第19話で初登場。機体の上下が前方に張り出して、それぞれの先端に3基ずつの「アンカー」と呼ばれる通電攻撃用のクローが装備されていることもあり、肉食魚が大きく口を開けているような外観。コックピットはその口の中に突き出た支持架の先端にあり、分離、離脱する脱出カプセルの性質も持つ。アンカーはそれまでのハーケンと違い、前方へ射出するタイプとなった。
それまで登場した戦闘機に比べて運動性も装甲も強化されており、イデオンメカのミサイルを迎撃したり、ミサイル1発では撃墜されない耐久力を誇る描写があった。8門の高性能ミサイルや2基の加粒子砲も装備しており、ガダル・ロウと並んでバッフ・クランでも最強格の戦闘機である。機体色は薄緑。
ガダル・ロウ
単座重戦闘機、第24話で初登場。オーメ財団の私設軍隊が対イデオン戦にはじめて投入し、その後バッフ・クラン軍が正式採用した。幅広の双発デルタ翼機で、大気圏内戦闘に主眼が置かれている。主翼と一体となったエンジンブロックの一番上に脱出ポッドを兼ねたコックピットがある。機首下面に12基の通電攻撃用前方射出型クロー・ランチャー、機首に連装加粒子砲4基、胴体下面に13連ミサイル・ランチャーを装備。機体色は薄褐色。または白（バイラル・ジン搭載機）。
グラム・ザンランチ
第9話に登場したグラム・ザンの搭載艇。ギジェ・ダミドらが作戦会議のため、ガタマン・ザンへ赴く際に使用した。
バイラルジン内火艇
第43話で、バイラル・ジンへ飛ばされたカララとジョリバが脱出に使用した並列複座の小型艇。コスモの目の前で被弾、爆発するが、乗っていたカララ達はイデに保護されて無事だった。画面を見る限りは非武装。カラーリングは濃紺。

### バッフ・クランの車両
ドラ・アングル
第3話に登場した戦車。かなりの高速走行が可能。大型の車体は三角形のキャタピラに挟まれるような形状をしており、不整地での安定性を高めている。ただ、その形状故に旋回砲塔を設置することが出来ず、単裝主砲とその左右にある機銃2門の全てが前方固定式（上下左右にある程度の射角は取れる）で、車体にはバブルキャノピーに包まれたコクピットもあり、防御面での脆弱な設計からどちらかと言えば対戦車自走砲的な車両である。重機動メカが実用化されているバッフ・クランでは旧式兵器となっている。劇中ではソロ・シップ発進の際、武装を使用する間もなく地割れに飲み込まれて全滅した。
スケアッグ・ラム
第3話に登場したホバータイプの装甲兵員輸送車。操縦士を含めて10名程度の兵員を輸送することが可能。車体上部に開放式の銃座、車体前部に2門の機銃を装備。
ギジェがカララ救出の為にゾウトに決死隊を募り、これに応じたズダカやダマエ（ガダッカに騎乗）らととも本車でソロシップへ強襲をかけたが、イデの力の威力（子供に向けて撃ったビームが反射して、ズダカを灰にしてしまった）に驚愕して撤退する。

### バッフ・クランの戦闘艦など
- 「ザン」は「亜空間航行可能な機体」に付す号であり、船を示す。基本的に反物質エンジン区画とそれ以外の指令・兵装ブロックを分離できる構造のものが多く、大気圏往還戦闘能力をもつ後者区画は「～・ザン・センター」と呼称。
- バッフ・クラン側艦艇は亜空間戦闘に比重を置いており、地球側に比べてAM（アンチマター=反物質）エンジンのサイズが大きく、戦艦としてより重機動メカを始めとする艦載機母艦寄りである[7]。

グラム・ザン
ギジェの巡洋艦。第1話で初登場。とっくり状の船体構造を持ち、船体前半が艦橋、武装、両舷に突き出した艦載ブロック、後部が大型のAMエンジンを持つ本体から、6基の補助エンジンを突き出したエンジンブロックというシンプルな設計コンセプトの船。大きさもさることながら、艦載ブロックが小型なのでアディゴを越える規模の重機動メカは搭載出来ない。反面、戦闘機の艦載数は大型の戦艦並であり、長期に渡る調査隊の母艦としては必要十分な性能だったようである。
第9話で亜空間戦闘でソロ・シップに体当たり攻撃を敢行したが、イデオンに針路を逸らされて撃沈される。軽巡洋艦的、もしくは単独行動の巡航艦として運用されていた模様。
物語初期は航空機の母艦として運用されていたが、終盤はアディゴやジョング隊の母艦としても使用された。艦首部分がセンター部として運用可能。艦橋は脱出用内火艇を兼ねる。同型艦にギロ・ザン、ジム・ザン、ズロ・ザンほか多数。準光速ミサイルも運用可能でギロ・ザンはアジアン星の大半をこれで廃墟へと変えている。小型艦ながら優秀だった模様で、イデオンとの最終決戦でも同型艦が多数確認されている。船体の色は白。
なお、ギロ・ザンは本艦の同型艦だが、当初はグラム・ザン級よりも小型の別艦形で登場する予定だったらしく、設定図が『ロマンアルバム』で確認できる。
ガタマン・ザン
アバデデの空母型中型戦艦。第3話で初登場。アバデデが戦死した後はハルルの指揮下でグハバが運用していた。比較的小さな船体中央部から、艦首方向に二本の艦載ドックが突き出した双胴構造を持つ。左右のドックにはドグ・マック、ギラン・ドウ級の重機動メカを2機ずつ搭載が可能。ドック上部は艦載機の発着デッキとなっており、スペースが有効活用されていた。またセンター部にはジグ・マッククラスを搭載可能なデッキが備えられており、重機動メカの揚陸運用が可能である。
メインエンジンは船体後部に比較的小型の円筒状ナセルが四つ懸架されている。細い翼状の構造物が船体からバランス良く延び、控えめなエンジン、淡い船体色と合わせて、後の大型艦に比べて華奢な印象を与えていた。船体中央部がセンター部として運用可能。船体色は黄。遺跡の星以降、テレビ版本編では第38話のDSファイトで同型艦がイデオ・デルタとイデオ・バスタに撃沈される以外は登場せず、劇場版で登場する同型艦は艦名不詳のまま、彗星破壊の余波やイデオンガンで撃沈されていった。
ドロワ・ザン
主力戦艦。ハルルの旗艦。第11話で初登場。大型の船体を有し、艦首の重機動メカ搭載デッキの左右に船体とほぼ同じ長さの大型艦載デッキ、そしてその外側に、これも船体と同じ長さの大型AMエンジンを備える。船体上部には脱出艇兼用の艦橋が備わるが、船体に比較して小振りであり相対的に船体の巨大さを示していた。補助エンジンはウイングに装備され上部、下部に2基ずつ。火力、艦載数共にそれまで登場した戦艦とは一線を画す規模を誇る。艦隊旗艦などバッフ・クランの主力戦艦的な運用がされていた模様。第23話でソロ・シップとの交戦で撃沈される。
バッフクランの艦艇には珍しく、センター部が存在せず、ルクク・キル艦隊のガロワ・ザンなどはバッフ本星で丸ごと大気圏内から直接発進している描写がある。また大気圏内での戦闘も可能で、第30話のガロワ・ザンは、イデオンに対してフリーザー・スカッチによるフリーザーアタックを仕掛けけている。
ガブロ・ザンを失い、ハルルから同型艦のゲロワ・ザンを与えられたダラムも、「さすがにこの船はいい」と、その性能に感嘆している。イデオンとの最終決戦においても艦隊主力として多数が投入されており、ソロ・シップに体当たり攻撃をしてジョング隊を放出したりしている。同型艦にゲロワ・ザン（ダラム・ズバ）、ガロワ・ザン（ルクク・キル）ほか多数。各艦の艤装は各々異なっているらしい。船体の色は緑。
サディス・ザン
ギャムスの中型戦艦。第19話で初登場。バッフ・クランの戦闘艦にしては珍しく水上艦に近い形状の船体と、ターレット式の主砲、船体上部にそびえる艦橋を有する。この艦橋にリング状砲塔から四方に砲身が延びる特徴的な回転式加粒子砲が装備されていた、艦首に重機動メカ搭載ドックを備え、艦首左右に戦闘機発進デッキを持つ。メインエンジンは船体から左右と下部に延びた翼状のマウントに装備されていた、基本的なレイアウトはドロワ・ザンと共通しているがドロワ・ザンよりもエンジンは小振りである。サディス・ザンは第20話でセンター部がイデオンと交戦。味方の重機動メカがぶつけられてギャムスと共に撃沈された。同型艦にマジス・ザン、ギタ・ザン、ズロ・ザンほか多数。
船体中央・上部がセンター部として運用可能だが、センター部を分離せずとも大気圏運用が可能で、第28話ではバッフ本星で大気圏内航行し、第34話ではギタ・ザン、ズロ・ザンがドウモウスターで、第37話では同型艦がアジアン星の地表付近で戦闘をしている。船体の色は薄青。重巡洋艦的な運用がされていた模様で、『ロマンアルバムエクストラ 伝説巨神イデオン』等、本艦型を巡洋艦とする記述のある本が散見されている。
ガブロ・ザン
オーメ財団の私設軍隊の旗艦。ダラム・ズバが搭乗。第23話で初登場。正規軍の戦艦とは根本的に設計思想が異なっており、先頭にセンター部を含む戦闘ブロック、中央にコンテナブロック、後部にエンジンブロックと、それぞれが専用のモジュール構造となっており、直列にドッキングした状態で運用される。作中では描写されなかったが、必要に応じてコンテナ部を多数連結するなどの運用が可能で、拡張性に富んだ設計思想だった。また、デザインも無機質なディテールで正規軍のどこか生物的な印象がまったく無い。
ダラムの乗艦は戦闘ブロックにしか武装が存在しないため、対艦戦闘よりも重機動メカ母艦としての性格が強かった。ただし装甲は相当厚いようである。ドッキングした状態で大気圏内航行可能。センター部の左右に突き出した艦載ブロックにガダル・ロウ・タイプ戦闘機18機、コンテナ部にガンガ・ルブタイプ重機動メカ4機を搭載可能。第25話でソロ・シップ、キャラル連合軍との戦闘で撃沈された。イデオンとの最終決戦時に同型艦（絵コンテではギブロ・ザン）が投入されている。船体の色は薄茶。
なお、戦闘ブロック以外は、民間の大型貨物船を改造した艦であるらしい。
デロ・ザン
オーメ財団の私設軍隊が使用した戦艦。第23話で初登場、ハルルが本国に帰還するためにダラムが貸与した。グラム・ザンやガブロ・ザンのように前後の分離機能を持ち、砲塔と左右に突き出したミサイルランチャーを持つ前部戦闘ブロックであるセンターと、後部の補助エンジンを4基突き出したAMエンジンブロックに分かれる。重機動メカや戦闘機の搭載の描写がなく、構造上も搭載する場所がないように見えるが、第25話で再登場し、本国からジグ・マック2機を輸送した際、船体下部をスライドさせてジグ・マックを搬出しているシーンがある。同話でソロ・シップ、キャラル連合軍との戦闘で撃沈された。船体の色は薄茶。
ガブロ・ザン同様、戦闘ブロック以外は、やはり貨物船を改造した艦であるらしい。
バルメ・ザン / ブラム・ザン
対巨神用に特化した特務艦で、機動兵器の搭載能力すらない。第29話に登場（第28話でバッフ・クランの地球から発進する、ルクク・キル艦隊の中に確認できる）。センター部は存在しない。バルメ・ザンの左舷、ブラム・ザンの右舷はそれぞれ巨大なゲル発振機になっており、普段は発振器同士で接続して一隻の船のように航行、作戦時は分離し、イデオンを両側から挟み込んでゲル結界の中に封じ込めるが、発現したイデオン・ソードに斬られ、轟沈。
映画版の接触篇ではバルメ・ブラムと呼ばれ、艦ではなく超大型の重機動メカ扱いで、ギジェが搭乗。ただし、テレビ版同様に亜空間航行を行える事から略称で呼んでいた可能性もある。　ブリッジ部は脱出用内火艇になっていたが、これはバンクでテレビ版のガルボ・ジックの画像を流用した物である。船体の色は薄紫。
キロット・ザン
星間輸送艦。第32話のみに登場。船体四方の翼状マウント先に用途不明な補助エンジン的パーツを持ち、艦首上下に台形の貨物ブロックと大型ハッチを持っている。艦橋はなく、ブリッジは艦首に埋め込み式。
消耗したルクク・キルの艦隊に、アディゴほか大量の物資を補給した。船体の色は黄。
ハンニバルは物資だけでなく「アフターケアのため」にクララ・キナを置いていったが、その正体はハルル配下の暗殺者であり、ルクク・キルは彼女によって暗殺された。
ガドモア・ザン
ハンニバルの空母型大型戦艦。第33話で初登場。ガタマン・ザン級をドロワ・ザン級にスケールアップしたような構造をしており、双胴の艦首ドックは大型化され、重機動メカでは最長のギド・マックを4機搭載可能、重機動メカの艦載母艦としての性格が強くなっている。反面、火力の点ではドロワ・ザン級にはおよばなかったようである。艦体後部にAMエンジンを双発式に備え、舷側左右から伸びる翼にサイドスラスターと3基の大型補助エンジンを束ねたナセルを備えている。
艦載キャパシティは相当なもので、ジグ・マック級の重機動メカやアディゴ、戦闘機を多数搭載することができた。発動篇では船体下部の発進区画に、汎用重機動メカとしては最大級のザンザ・ルブも搭載している。
ドロワ・ザン級に代わる主力艦として整備されているらしく、本来、高位の武人にしか乗れない本級率いる艦隊に、サビアの位のガルババが司令として搭乗していたこともある（第36話）。第38話および発動篇では同型艦にハルルも乗艦していた。第37話ではアジアン星の地表から発進している。同型艦にギモワ・ザン（ガルババ・グラ）、ガモン・ザン（グラダブラ・ドロン）、ドモワン・ザン（ハルル・アジバ）ほか多数。発動編ではジョング隊の母艦としてソロ・シップの至近距離に出現している。船体の色は緑。
ガドモワ・ザンと呼ばれる時もあり、一文字違いで名前の混乱が起きる戦艦でもある。また、ドロワ・ザン同様、この艦もセンター部を持たず、第34話のドウモウスターでは丸ごと大気圏へ突入して滝に突っ込むなどの、かなりアクロバットな戦闘を行っていたが、イデオンに体当たりで押し戻され、さらに暴れ回るドウモウの下敷きになって撃沈された（ただし、ハンニバルはギド・マックで脱出に成功している）。
発動編の終盤でガンド・ロワの破壊に巻き込まれる直前、亜空間飛行に成功している艦も本級である。
バイラル・ジン
漆黒の超巨大戦艦。第34話に初登場。「ザン」ではなく「ジン」なのは、もはや艦船ではなく要塞扱いである事を示す。バッフ・クラン艦隊総旗艦として建造され、ドバ・アジバ総司令自らが乗艦している。大きさは全高15,000m（18,000mの説あり）、全長4,800m、大量の重機動メカ・航空機を搭載でき、艦全体に多数の加粒子砲とミサイルランチャーを装備、詳細は不明。
前から見ると「エ」の字を縦に引き延ばしたようなシルエットをしている。前面、後面に各26基（計52基）、上部、下部に各12基（計24基）、左右舷側に各19基（計38基）もの大型エンジンを備えており（総計114基）、全方向へと移動が可能な構造で亜空間飛行も可能。船体上部と下部の2ヶ所にブリッジを備えている。第39話でソロ・シップの体当たりを受け、発動編では亜空間飛行中にイデオン・ガンで船体の下側3分の1を吹き飛ばされても航行に支障が無かった。
発動編終盤、コスモの「直接ぶちのめす」イデオンによる格闘攻撃でメインブリッジが大破。その直後にガンド・ロワの最終発射に巻き込まれ、ソロ・シップやイデオンと共にビームの奔流によって消滅した。
ガンド・ロワ
バッフ・クランの最終兵器。超巨大な加粒子砲（ビーム砲）で、オーメ財団が中心となって建造。本体前部に横長の6角柱を横に3つ並べたような形状のビーム発射機を備え、その周囲に巨大な（一本のサイズはバイラル・ジンよりも巨大）アームが林立している。色は青と赤の複雑な迷彩模様となっているが、これは近づかなければ赤一色に見えて判別不能。
全高350km、全幅500km（異説800Km）と小惑星ほどの規模があり、出力40パーセントでも木星クラスの惑星を消滅させるほどのエネルギーを発射できる。本来は超新星「タウ・クスイ・クオリ」から放射されるエネルギーを集約・活用する、進化した宇宙太陽光発電のようなエネルギープラント（異説ではテラフォーミング・システム）だったが、対巨神兵器として軍事転用された。
TV版では名前のみ登場。発動篇で実際に登場し、試射で最大出力でないにもかかわらず地球の10倍規模の惑星を消滅させるほどの威力を発揮。第1射がイデオンとソロ・シップを直撃するが、イデバリアにより被害はイデオンは腹部の軽微な損傷ですみ、ソロ・シップは船首がめくれ、エンジンの一基が消失した程度で航行にはほとんど支障はなかった。最終決戦における第2射でイデオンとソロ・シップをバイラル・ジン共々消滅させるが、相打ちの形でイデオン・ソードで両断され、その直後に起きたイデの発動によって消滅した。
なお、「イデオン」の企画段階での名称が「ガンドロワ」だった。

## 地球連合軍

### 地球連合軍の航空機
- 地球連合軍の戦闘機は技術的にはバッフ・クラン側とほぼ対等だが、CR（ケミカル=化学燃料）エンジン主体で航続力が短く、出力不足ゆえにグレン・キャノンを搭載出来ず、火力は機銃やミサイル系の実体弾に頼っている[4]。
- また、HW機関を持たないのも欠点の一つで、大気圏離脱の際には補助ブースターを用いて強引に推力を増強させる必要がある。
- カービアン・クロッサスを含めて、戦闘機はX字翼を採用しているのが特徴である。

カービアン・クロッサス：軽戦闘機
大気圏内で使用された複座式の戦闘機。主・副エンジン2基ずつの四発機で、主エンジンが丸ごと可動して垂直離着陸が可能。
2門の固定機銃しか装備しておらず、バッフ・クラン相手の戦闘には厳しいものがあった。ただし、第2話で初登場の際には直接描写こそないが、ギジェのデッカ・バウにミサイルを放っているので、内装式にミサイル装備ができた可能性もある（設定図ではカルテットのミサイルベイ的な、3連装ランチャーが各1基下翼に確認可能である）。機体色は茶褐色。
第2話の他、第3話でのダマエのガダッカ迎撃や、第19話のギャムス・ラグとの交渉ではカララとジョリバが搭乗した連絡機として使われたこともある。第24話ではダラムのガブロ・ザン迎撃に向かったが、敵わずに叩き落とされている。なお、後にBメカのパイロットになるモエラは、元々、このカービアン・クロッサスのパイロットであった。
アオシマのプラモデル「合体マシンシリーズ」でイデオンが製品化された際、デルタ・ノバ・バスタの3機に加えて、本機にイデオンの頭部が載ったオリジナルメカ「イデオ・クロッサス」が登場している。
超合金魂にも、塩ビ製の本機が付属している。
カルテット：汎用戦闘機
主に宇宙空間で使用された、箱形のボディとX型の翼が特徴的な単発戦闘機。並列複座のため、戦闘機というよりは戦闘艇と称するべきであるが、機動はまさに戦闘機のそれで、バッフ・クランの戦闘機に全く見劣りしない。CRエンジン機なので航続距離は短いがブースターを使用すれば、大気圏離脱も可能。武装は機首に固定機銃4門。翼の前面が8連装ミサイルランチャーで総計32発もの搭載力がある（一斉射のミサイル弾数は総計20発のパッファをも上回る）。第14話で初登場。機体尾部にはブースターやクイントと接続するためのラッチと、母船（クイント）からパイロット移動用にエアロックがある。機体の色は水色。
第25話のキャラルでの戦闘では特攻で重機動メカを撃破したこともあり、オーメ財団私設軍の艦艇に損害を与え、ガダル・ロウを撃墜している。第27話の月面でのダラム私設軍との戦闘ではズロオ・ジック戦闘機隊と対戦し、数機を撃墜している。第36話のスカラベリィ隊はガルババ艦隊のジグ・マックやゴンド・バウと交戦している。
クイント
カルテット母船。五角形をしており、5つの面にカルテットの尾部を接続して、宇宙空間で待機するために使用。下部にメインエンジン。上部中央に砲塔式の連装グレンキャノンがある。
本来はカルテットの接続してズロオ・ジック的に運用される物だと思われるが、劇中ではブラジラー基地周辺に浮かんでいる第14話のみに登場。分離アクションシーンや戦闘描写もない。
パッファ： 汎用重戦闘機
スカラベリィに搭載されていた三発の新型戦闘機。カルテットと同じX翼機だが、翼端に配した可動スラスターの効果で、その場で180度向きを転換できるなど、より機動性に富んだ飛行性を獲得した。武装は機首側面に固定機銃8門。翼に3連装ミサイルランチャー、計12基。コックピット下部に張り出した8門のミサイルランチャーが牛の顔のような印象を与える。単座と複座の機体が存在した。第35話で初登場。
スカラベリィ隊は機体側面に人員輸送用の手摺りを付けて、ソロ・シップに工作隊を送り込んでいる。機体の色はオレンジ。カルテットが艦船に例えてキャリオカ的（旧式）ならば、こちらはクラップ的（新型）な機体。
第35話ではソロ・シップに攻撃を敢行してナイト・スターへ追い込み、続く第36話ではガルババ艦隊と交戦するも全滅した。
イカジシン内火艇
イカジシンに搭載されていた民間小型機。第27話のムーンランド潜入や第28話のムサッシへの交渉など、主にシェリルが使用した。ムサッシの爆沈に巻き込まれて全損したらしく、以後の登場はない。
クラップ内火艇
クラップに搭載されていた搭載艇。第36話に登場。コクピットはガラス張りで視界が広い。
キャラル軍ヘリコプター
第24話にて登場の連絡機。ヘリコプターと称されているが、ローターを並列配置したティルト・ローター機で数名が搭乗可能。キャラル軍の高官パーキンスンが、ソロ・シップへ向かう際に使用。
民間機
名称不明。ソロ星で使われたソアラ風の民間モーターグライダーである。第3話の第二発掘現場避難の際にソロ・シップに自力で飛行して収容されたシーンがあるのみで、詳しい性能や所有者は不明。

### 地球連合軍の車両など
トカモフ： 中型ビーム戦車
連装の長砲身ビーム砲を装備する戦車。ほかに車体前部に前方機銃と砲塔上部に対空機銃を装備。武装が整わぬ初期はソロ・シップの甲板に配備されて、対空砲として使用されたこともあった。第1話で初登場。
バッフ・クランの爆撃で最初に吹き飛ばされる地球メカであるが、ベスが指揮をしてシラクのコポラを撃墜したので、同時にバッフ・クランメカを初めて撃破したメカでもある。撃たれたコポラのパイロットは「ビーム砲だ！」と、初めてコンタクトした地球人の科学力に驚愕していた。
超合金魂にも付属している。
ジネラル： 大型ビーム戦車
大型のビーム砲（横長で砲身は存在せず、前面がビーム発振器で占められている）を砲塔に装備する戦車。他に対空機銃を搭載。アジアン星や月面にも配備されていた。第1話で初登場。
当初はバッフ・クラン側の戦車としてデザインされていた。
シュッター・カタム
軍事用ホバークラフト。またはイオノクラフト。一式は単座。二式は複座だが、後部のステップに2名程度が立ち乗り可能。オープントップで非武装だが、その高い機動力を利用して、戦闘用車両として多用された。宇宙でも使用可能。第2話で初登場。第24話では乗っ取られたイデオンに乗り込むため、ワイヤーランチャーを用いて飛び移る際に使われたり、第31話では参謀本部で捕らえられたベス救出に向かうため、カララとギジェがかなりの高度を取ったソロ・シップのハッチから飛び降りる離れ業も披露している。劇場版でも無重力状態で運用されていた。
小説版ではジョングに対抗するために重宝され、最終決戦まで使用された。
守備隊戦車
第24話で登場。キャラルのスタグラ武器庫の警備隊が使用していた単装砲身の旧式車両。戦闘シーンの描写はなかった。
本車の正式な設定図はなく、作画スタッフが即席で描いた物である。
戦闘ホバークラフト/兵員輸送車
どちらもムーンランドの戦闘ホバー車両。戦闘ホバークラフトは第27話に登場するが、背景同然で活躍シーンはない。9連装のミサイルポッドを搭載している。
兵員輸送車は第28話、ムーンランドの敗残兵を拾ってソロ・シップへと向かうシーンに登場。月面で彷徨うギジェはこれに同乗し、ソロ・シップへ潜入する事に成功している。
原潜
第30話に登場した地球連合軍の原潜。ダラムのガルボ・ジックと交戦して撃沈される。
ホンラ77（ホンラせぶんせぶん）
コスモの私物である天蓋付きの複座小型イオノクラフト。第1話でベスの戦車隊を追跡する際、コスモとデクが使用している。民間車両なのだがソロ・シップに搭載され、ソロ星以降も第25話のキャラルでキッチンを同乗させたり、第31話の地球でベスと共に参謀本部への赴く際などに使われていた。
ファミリー向けで四座型のホンラ78も存在し、第2話でソロ星の避難民が使用。車列を飛び越えるガダッカのジャンプを、家族連れが天蓋越しに見上げて驚愕していた。
ヤマッハ・チャピィ
カーシャの愛車である大型自動二輪。第1話のみ登場。ベスの戦車隊を追うコスモを追跡した。コスモのホンラ77と違ってオープントップのため、落下して来るソロ星のヒルを避けきれず、カーシャは悲鳴を上げていた。
キャンピングカー
第2話に登場するソロ星開拓民の裝輪式民間車両。ロッタやリンが農作業の合間に本車で食事を作っていた。後部ドアが開いて天幕と簡易テーブル設置可能。バッフ・クランの空襲でロッタらが逃走用に使用したが、ロッタらは途中で出会ったイデオンメカに乗り移ったのでその後の消息は不明。
ソフィア
小型自動二輪。ルウの母の私物。第2話で町へ行ったルウの母が使用中、バッフ・クランのニューロピア空襲に巻き込まれて死亡する。
アサヒV-18
第2話から登場。古臭い、茶色いボンネット型の10輪大型トラックで軍用車。ソロ星の避難民を第二発掘現場（ソロ・シップ）へ輸送する際に大量に使用されている。避難民に紛れたカララも、地球人とコンタクトするためにヒッチハイクして乗っている。

### 地球連合軍の戦闘艦など
- 地球連合軍の艦艇は亜空間戦闘よりも、通常空間での艦隊戦を前提に設計されているのでノーマルエンジン（AFおよびCRエンジン）の出力が高く、ビーム砲の威力に限れば、バッフ・クランの艦艇よりも強力である[7]。
- 艦載機の航続力が短いのでバッフ・クラン側より比重は少ない。

ムサッシ級戦艦
地球連合艦隊の大型戦艦。ムサッシは第28話で初登場。フレンダリー・リミッターが座乗。上下対称で艦橋と砲塔がシンメトリーに並んでいる。汎用戦闘機を40機搭載し、艦首上下の発進口から発進させる。月面でダラム・ズバのゲロワ・ザンと交戦，乗務員を動揺させるほどダメージ（中破）を与える。だが，その損傷をえさに引き付けられて，ゲロワ・ザン艦橋後部の加粒子砲を上部艦橋基部に受けて大破した。船体の色は濃い青だったため画面上で大変見えにくかった。
第32話にてゴーリキィは土星宙域でバッフ・クランと交戦し、ルクク艦隊のサディス・ザン級戦艦マジス・ザンとグラム・ザン級巡洋艦ジム・ザンを斉射で撃沈している。対艦戦闘では優秀な艦だったが、重機動メカによるミサイル一斉攻撃には対処できなかった。艦長はレクラン。
本級は頑強で、ムサッシはゲロワ・ザンの攻撃によって月面に大破着底したもののブリッジ以下、戦闘システムは破損しておらず、その後イデオンとソロシップに向けて主砲を八つ当たりで斉射した後に爆沈している。同型艦のゴーリキィも、アディゴ隊の度重なるミサイル斉射を上部艦橋に浴びたが、艦体下部の主砲はしばらく砲撃を続けており、完全な爆沈はされていない。
スカラベリィ級戦艦
地球連合艦隊の中型戦艦。第34話で初登場した艦がネームシップのスカラベリィで、マーシャル・フランクリンが座乗。艦首左右舷側に射出口があり、パッファおよびカルテットタイプの戦闘機30機搭載可能。船体の色はライトブルー。対艦砲撃戦闘能力を重視したムサッシ級戦艦に比べて、大気圏内機動戦闘を重視した設計になっており、惑星上の地形を利用して巧みな回避をあわせた戦闘を得意とする。
第36話でガルババ艦隊のサディス・ザン級戦艦一隻を撃沈したあと、本艦も撃沈された。
小説版ではハンニバルのバッフ・クラン艦隊とファーストコンタクト。地球艦として初めて交渉の場として使われる艦となった。その際ハンニバルは本艦の平たい艦形から、重機動メカなら数機も積めない構造であると観察して安心している。
ガトマン級戦艦
地球および植民星の大気圏内で使用された旧式戦艦。種別の上では戦艦と分類されているが、未開拓惑星でも運用ができるように配慮された水上に浮く船体や、艦隊戦をまったく意識していない武装（大型単装砲一門と対空砲）、航空戦力運用能力を考えると、戦艦というよりも植民惑星での治安維持のための指揮司令艦といったところであろう。第18話で初登場。広大な飛行甲板を持ち、右舷の大型単裝主砲状の物は離脱式中型戦闘艦で、本体がやられても分離して単艦独立運用が可能である。カービアンタイプ戦闘機40機搭載可能。船体の色は淡緑色。
第18話および、第30話に登場するが、バッフ・クランの猛攻の前に為す術もなく撃沈された。
キャリオカ級巡洋艦
主に植民星に配備される旧式巡洋艦。巡洋艦に分類されているが実際には辺境での警備艦の役割を果たす。第15話で初登場。全長135mと駆逐艦サイズなのに対し、重量は25,000tと重い。連装ビーム砲塔は上甲板に主砲と思われる大型のものが2基並列に装備され、両舷に副砲と思われる小型のものを各1基をケースメイト式に装備している。運動性も火力も低く、バッフ・クラン側の艦船や重機動メカには対抗できなかった。小型ながら、亜空間飛行が可能。船体の色は淡褐色。ソロ・シップにも搭載可能な程の船体で、第15話でシェリル達が脱走に使用するものの、ジルバル・ドクの罠に嵌り、拿捕されてしまう。第18話アジアンの守備軍や第25話のキャラル残存軍でも登場。特に第25話ではソロ・シップとの共同戦線で3隻が参加、その後、ダラム・ズバ率いる部隊との決戦の際に全艦撃沈された。
クラップ級巡洋艦
地球連合艦隊の新型巡洋艦で、まだ植民星には配備されていない。艦首を二つ持つ平たい形状の双胴艦で、ビーム砲は上甲板の三基がムサッシ級と同型のものでこちらは主砲の、それ以外の形状が異なる四基は副砲のようであり、二種の艦砲を混載している面ではキャリオカ級を踏襲している。上下前方の各二基は並列に装備されている上に下部の二基は艦首のミサイル発射管ブロックが邪魔でそれぞれの舷方向に砲が向けられず、片舷集中運用はできないため、前方六基、上方五基、下方四基の砲塔の指向できるのに対し、片舷二基、後方三基と横方向および後方の火力は極端に低い。第28話で初登場。同型艦にユキカゼ、ファーボロイほか多数。キャリオカに比べてかなりの火力を持ち、それなりにビーム弾幕を張って善戦する様子が確認できるが，重機動メカによるミサイル一斉攻撃には対抗できなかった。第35話でバッフクランと共同戦線を張った際には、ナイト・スターの衛星に対して巡洋艦ファーボロイが準光速ミサイルを使用し，一時はソロシップクルーを絶望に追い込む活躍をした。同話でフランクリン艦隊所属の1隻をイデオンが鹵獲、第36話でソロ・シップを放棄しようとした際に代替艦として使用していあるが、キャリオカの時と同じく、結局ソロシップに戻る結果となってしまった。
船体の色は緑。ソロシップ側が拿捕した艦は、その後でスカラベリィからの生存者が離れるのに使ったか、または放置されたか、修復部品用に解体されたのかは描写がない。
コングラチュレーション
第18話に登場した輸送船。艦首ブロックは重機動メカも搭載可能な大型の貨物ブロックになっていて、大気圏内ではセンター部同様、後部AMエンジンブロックを大気圏突入時には切り離し、前部だけで突入する。
アジアン星に向かう亜空間飛行の途中、ギジェのギロ・ザンと遭遇して拿捕された。その後、ギジェ隊のジグ・マック3機がアジアン星に侵入する際の隠れ蓑にされた。船体の色は水色。
イカジシン
第27話に登場した科学アカデミーの宇宙調査船。無視を決め込む地球連合軍よりも先に、地球圏に来たソロ・シップと接触した。キラニン・コルボック以外の乗員は不明で、コルボック移乗後の行方も不明である。
船体の色は淡褐色。池原しげとにコミカライズされた漫画版では地球連合軍の軍艦扱いになっている。
サザンクロス
第1話から登場した大型移民船。ソロ星へ第三次移民団を運んで来たが、続く第2話でソロ星宇宙港に停泊中、バッフ・クランのガダ・タイプ大型ミサイルを受けて大破してしまう。しかし、搭載していたBHG（ブラックホールギャラクシー）通信機は回収され、ソロ・シップに搭載されることとなる。
1200名搭乗可能。居住区は12ブロックに分かれており、被害時には救難艇としてそれぞれ独立して行動が可能。下部にメインエンジンがある。

## 携帯武器など
- 地球、バッフ・クランの物を分けずに双方の物を羅列する。

地球連合軍制式小銃
銃身下に単発式グレネードランチャーが付属するビーム小銃。トリガー直前にフォアグリップがあり、曲線で構成されたフォルムは前衛的。グレネードランチャーはワイヤーランチャーに交換可能。電子光学式の照準器も標準装備している。
ソロ・シップを始め、地球軍の兵が使う標準火器。ギジェがダラムを射殺したのもこの銃である。発動編ではコスモがジョング隊のバッフ・クラン兵を射殺し、銃で殴りつけてジョングを奪っている。
地球連合軍制式拳銃
第1話から登場。ベスを筆頭に主要登場人物のほとんどが使用した。小銃とは対照的にごつごつした直線的なデザインで、かなり大型の自動拳銃。
ビームガンではなく、8連発の実体弾式で第37話でシェリルがコモドアを撃った際、薬莢が飛び出して弾切れになっている。
クラモ19
第13話でロッタがカララを襲撃する時に使用した民生用の拳銃。9連発の実体弾式自動拳銃でロッタの私物である。フォルムはワルサーP38に酷似している。
キャラル軍制式小銃
第23話より登場。キッチ・キッチンらが使用したキャラル軍採用のビーム小銃。グレネードランチャーは備えていない。
個別の設定図は存在せず、キッチ・キッチンの全身図に描き入れられているのみである
バッフ・クラン制式小銃
機能・性能的には地球の物と大差ない。フォルムは直線的で、やはり電子照準器らしきスコープが付属する。下部右にオフセットされたグレネードランチャーを持つ。こちらもビーム小銃である。
文字通り、バッフ・クラン側の銃だが、作画ミスで第27話ではムーンランドの兵が使用してシェリルらに向けて発砲している（キラニン・コルボックはこの際に射殺された）。
バッフ・クラン制式拳銃
モーゼルC96を想起させる実体弾式自動拳銃。9連発。カラーリングは白。ハルルがカララを撃ち殺したのはこの銃である。
こちらも小銃同様、作画ミスで第27話でムーンランドの士官がシェリルらへ突き付けているシーンがある。
バズーカ
ソロ・シップに配備された肩撃ち式のロケットランチャー。カーシャやロッタが使用した灰と赤の曲線的なフォルムの砲と、ラポーが使用した緑色の直線的な砲の二種が確認出来る。
ジョング程度を相手にするには充分な火力を持つ。ロッタがトロロフを吹き飛ばす等、発砲シーンは多いが、再装填や連射の描写がないので連発式なのか、単発式なのかは不明である。
ビームソード
地球、バッフ・クラン双方に存在する白兵武器。形成されるビーム刃は軽機動メカの脚部なら切断可能な威力がある。
バッフ・クランではサムライの名誉をかけた、ビームソードによる決闘が行われている。
ハンドグレネード
手榴弾。TV版ではガダッカの兵がトカモフのハッチに放り込んで撃破する等、主にバッフ・クラン側が、発動編でコスモがジョングを吹き飛ばしたりと、専ら地球側が使っている。
核爆弾
ダラム私設軍隊が用いた小型核爆弾。ガンガ・ルブのコクピットカプセルに装備されており、ダラムは第23話でこれをイデオンに取り付けて爆発させるが、核の威力に反して損傷は極めて軽微であったため、巨神にイデの力を内包しているのを確信する根拠となった。
第25話でギジェも別形式の小型核爆弾をイデオンに設置しようとするが、これはコスモに気が付かれて失敗に終わっている。専用ケースに五個収納可能でダラムの物よりも小型。
大型核爆弾
第36話に登場した地球製の核爆弾。ソロ・シップを放棄すべく、艦内とイデオン内部に計120発が仕掛けられた時限爆発式の自爆用である。だが、ガルババ艦隊の来襲で緊急解除する羽目に陥ってしまい、数発がタイマーを解除出来なかった。
しかし、イデはこの核爆発をバリアーで封じ、これを目にしたギジェは「我々は切腹も出来んということだ。自殺しようにもイデに止められる」と、自分達の運命が完璧にイデに取り込まれたことを嘆くのであった。
フリーザー・スカッチ
第30話に登場したバッフ・クランの兵器。ルクク・キルの旗艦ガロワ・ザンから発射された無数の冷凍弾で、包囲網を形成して熱エントロピーを奪い、内部の対象を凍り付かせて無力化する兵器である。
戦艦4隻を波導ガンの掃射で失った際の窮余の策で、計画的に用いた訳ではないがイデオンの動きを止めることに成功し、「驚いたな。ゲル結界より効果があるとは」とルククを驚かせ「ふっ、産むが易しか……」と言わしめた。だが、意識を失ったコスモに代わってイデが波導ガンを自動発射したためにフリーザー・スカッチは全て破壊され、イデオン捕獲に失敗している。
ナイフ
コスモの私物。常に腰に吊っていた大型のボウイナイフである。日常生活道具だが、第11話や第20話で偵察ドローンや海蛇に対して投擲され、第7話でギジェとの決闘に武器として使用もされている。
第24話では投擲したナイフがギジェを負傷させ、これがイデオン奪還成功の鍵となった。
ツルミ三式
ソロ・シップの各所やイデオンメカにも搭載された単裝小型グレン・キャノン。元々はソロ星駐留軍の装備。有人型でシートがあり、射手が手動で照準する。小型ながら戦闘機程度には充分な威力があり、第2話ではデッカ・バウを撃墜している。イデオン各機に取り付けた物の一部には、変形後に隔壁で塞がれて射撃不能になった砲もあり、後に配置が変更されている。
ソロ・シップやイデオン各機に搭載されたグレン・キャノンや機銃座などは寄せ集めで雑多な型があるが、正式名称が判明しているのはこのツルミ三式のみである。
偵察ドローン
カメラを備えたリモコンの無人偵察機。第11話でハルルが使用した物は、カララの言によると「そう遠くからでは使えない」物であり、大気圏内限定仕様らしい。コスモのナイフに撃ち落とされた。
第19話でコスモがイデオ・デルタから放出したドローンは、先の物より大型で宇宙空間用。新型戦闘機ゴンド・バウとサディス・ザンの映像を捉えるが、その直後に破壊された。